# Жданов, Герман Степанович
Ге́рман Степа́нович Жда́нов (11 августа 1906 года, Санкт-Петербург — 2 сентября 1991 года) — физик, основоположник советской школы радиационной кристаллографии, иностранный член Саксонской Академии наук, награждён: дважды орденом Трудового Красного Знамени, орденом Знак Почёта, присвоено звание Заслуженный деятель науки и техники РСФСР, лауреат премии имени А. Н. Баха (1947), премии имени Д. И. Менделеева (1952), премии имени Е. С. Фёдорова (1977)

## Биография
Родился 11 августа 1906 года в Санкт-Петербурге.
В 1930 году окончил физический факультет МГУ, специальность радио-рентгенология.
Ещё до окончания МГУ работал лаборантом, а затем инженером авиазавода, затем заведующим рентгеновской лабораторией Центрального государственного института цветных металлов до 1935 года, а также, сначала по совместительству ассистентом, а затем и на основной ставке доцента физического факультета МГУ до 1938 года.
С 1938 года он стал заведующим рентгеновской лабораторией научно-исследовательского физико-химического института имени Л. Я. Карпова по 1960 год, а с 1948 по 1951 был заместителем директора этого института по науке.

В эвакуации был старшим преподавателем кафедры высшей физики Военной академии бронетанковых и механизированных войск в Ташкенте (1942—1946 гг.).
С 1946 года по совместительству был заведующим кафедрой Московского механического института по 1953 год. После чего всю оставшуюся жизнь проработал на физическом факультете МГУ.
С 1963 года по 1971 год он был заведующим отделения физики твёрдого тела и председателем Совета этого отделения. В это время он стал заведующим проблемной лаборатории «Атомно-кристаллическая структура веществ с особыми физическими свойствами».
Умер 2 сентября 1991 года.

### Научная и общественная деятельность
Основоположник советской школы рентгеноструктурного анализа кристаллов, металлофизики, физики твёрдого тела и применений дифракционных методов в исследовании материалов в промышленности, а также вёл активную работу по подготовке научных кадров в этой области.
Жданов работал в области расшифровки сложных химических соединений. Расшифровка атомной структуры карбида бора стала темой докторской диссертации (1941). Работы по расшифровке структуры карбида бора и карбида кремния были награждены премией имени А. Н. Баха (1947).

Некоторые работы в области кристаллографии носят его имя: таблицы рентгеновских погасаний Жданова — Поспелова (определение пространственных групп кристаллов), теория прямых методов определения структуры кристаллов (метод Жданова-Санадзе).
Г. С. Жданов — создатель первого в мире текстур—гониометра, который позволял получить развёртку механических напряжений металлов в рентгеновском диапазоне.
Активно занимался редактурой переводов иностранных книг, знакомя научную общественность с физической литературой.
Придя в МГУ на кафедру рентгеноструктурного анализа, поддержал развитие аппаратурной тематики, которая была в приоритете в то время на кафедре.
Рентгеновские камеры, которые изготовлялись в мастерских физического факультета, а в дальнейшем на Ленинградском инструментальном заводе и в СКБ рентгеновской аппаратуры (Объединение «Буревестник») работали не только в СССР, но и за рубежом.
Написанные им учебники по рентгеновскому анализу и физике твёрдого тела оставались непревзойдёнными по методике изложения самых трудных проблем структурной физики твёрдого тела и кристаллов на протяжении десятилетий. Создал учебные курсы, которые обладали мировыми достижениями. Его учебник «Физика твёрдого тела» переведён на японский, английский, испанский языки.
Иностранный член Саксонской Академии наук.
Автор свыше 250 научных работ, более 10 учебников, учебных пособий и монографий, 5 авторских свидетельств на изобретения.

Подготовил 60 кандидатов наук, 8 стали при его жизни докторами.
Член Национального комитета советских кристаллографов, заместитель главного редактора журнала «Кристаллография», член Научного совета АН СССР по образованию и структуре кристаллов, членом редколлегий двух международных журналов: «Физика и химия твёрдого тела» и «Сообщения по физике твёрдого тела».

Член Программного комитета и член Международного союза кристаллографов.
В течение трёх созывов был депутатом Московского городского совета.

### Работы учеников
Г. С. Жданов поставил, а его выдающийся ученик Ю. Н. Веневцев провёл цикл работ по кристаллографии и кристаллохимии сегнетоэлектриков за которые ему и ряду других учёных была присуждена Государственная премия СССР за 1975 год.

Поддержал исследования по дифракции с Комптон-эффектом и диффузное рассеяние, начатые на кафедре Е. В. Колонцовой и И. В. Телегиной, а также их исследования по физике радиационных повреждений кристаллов, проводил преддипломную практику не на заводах, а в академических институтах и ОИЯИ. После одной из таких практик было закрепление за студенткой З. Папуловой места выполнения дипломной работы в ОИЯИ, где она выполнила исследования по времени пролёта УХ нейтронов, а затем была награждена орденом «Знак почёта» за участие в создании искусственных алмазов в институте высоких давлений, по его инициативе в самом начале использования ЭВМ в 1952 году для Карповского института была изготовлена первая специализированная ЭВМ «Кристалл», что привело к организации вычислительного центра в институте.

### Семья
Отец — Степан Николаевич Жданов, журналист и работал до 1924 года, на пенсию ушёл как инвалид труда, мать — Надежда Порфирьевна, урождённая Медведева, до революции работала машинисткой и училась на Высших женских курсах. В 1917 году она стала врачом, в 1950 году ей было присвоено звание заслуженного врача РСФСР.
Жена — Валентина Ивановна Иверонова — учёный, заведующая самой большой кафедрой физических факультетов СССР (МГУ), лауреат премии имени Е. С. Фёдорова (1979)

## Награды
- Орден Трудового Красного Знамени
- Орден Трудового Красного Знамени
- Орден «Знак Почёта»
- Заслуженный деятель науки и техники РСФСР
- Премия имени А. Н. Баха (1947) — работы по расшифровке структуры карбида бора и карбида кремния
- Премия имени Д. И. Менделеева (совместно с З. В. Звонковой, за 1952 год) — за работы по кристаллохимии металлов
- Премия имени Е. С. Фёдорова (1977) — за серию работ по рентгеноструктурным исследованиям кристаллов с особыми физическими свойствами